# Hebi
Hebi (cinese: 鹤壁; pinyin: Hèbì) è una città con status di prefettura della provincia dell'Henan settentrionale, nella Cina centro-orientale.
La città sorge sulle alture al confine dello Shanxi, 40 km a sud di Anyang, 65 km a nord-est di Xinxiang e 100 km a nord di Kaifeng.

## Economia
- Settore primario (estrattivo). Alla città di Hebi appartengono diverse miniere di carbone ed è considerata una zona economica in via di sviluppo. Le altre risorse minerali della prefettura sono il carbone, la pirite, l'argilla, la bauxite, la dolomite e il magnesio metallico;
- Settore primario (agricoltura e allevamento). I principali prodotti agricoli sono: grano, mais, miglio, patate dolci, cachi, mele. È diffuso l'allevamento delle capre nere[senza fonte];
- Settore secondario. Sono presenti industrie tessili, chimiche e siderurgiche. Si producono anche macchinari, ricambi per automobili (tra i migliori del paese)[senza fonte], laterizi e ceramiche;
- Settore terziario (turismo). Il turismo è un settore caratteristico e l'attrazione maggiore è costituita dal paesaggio disegnato dai fiumi e dai monti locali — come riportato nell'antico Libro delle odi (1000 a.C.). La regione non è inquinata [senza fonte].

## Geografia antropica

### Suddivisioni amministrative
La prefettura di Hebi è a sua volta divisa in 3 distretti e 2 contee:
- Distretto di Qibin - 淇滨区 Qíbīn Qū ;
- Distretto di Shancheng - 山城区 Shānchéng Qū ;
- Distretto di Heshan - 鹤山区 Hèshān Qū ;
- Contea di Xun - 浚县 Jùn Xiàn ;
- Contea di Qi - 淇县 Qí Xiàn.